# Canalejas del Arroyo
Canalejas del Arroyo è un comune spagnolo di 289 abitanti situato nella comunità autonoma di Castiglia-La Mancia.